# Státní bezpečnostní služba Republiky Abcházie
Státní bezpečnostní služba Republiky Abcházie (abchazsky Аԥсны Аҳәынҭқарра ашәарҭадаратә маҵзура, rusky Служба государственной безопасности Республики Абхазия, zkráceně СГБ Республики Абхазия) je abchazská ozbrojená zpravodajská služba, jejímž zřizovatelem je abchazská vláda, jejíž svrchovanost nad územím Abcházie je částečně mezinárodně uznána.

## Dějiny
Bezpečnostní služba Republiky Abcházie byla založena 4. prosince 1992 separatistickou vládou vedenou Vladislavem Ardzinbou v průběhu Války v Abcházii.
Avšak neznamenalo to úplný počátek činnosti tajných služeb na území Abcházie. Již 20. prosince 1917 zde byla zřízená větev bolševické zpravodajské služby Čeka, jež měla za úkol chránit „výdobytky socialistické revoluce před zásahy vnitřních i vnějších nepřátel“. Za jejím zrodem stáli abchazští bolševici Efrém Ešba, Nestor Lakoba a Alexej Agrba. Od roku 1922 byla Abcházie součástí Sovětského svazu a Čeka byla postupně zreformována až do podoby KGB. A její agenti aktivní na území Abcházie se v prosinci 1992 stali zaměstnanci nově zřízené Bezpečnostní služby, jejichž hlavním úkolem v souvislosti s válečnými událostmi bylo „bojovat proti nepřátelským sabotérům nezákonně vyslaným do frontové linie a do týlu“. Vlastně se jedná o přímou pokračovatelku někdejší sovětské KGB, neboť de-facto šlo pouze o přejmenování. Prvním ředitelem Bezpečnostní služby Republiky Abcházie byl jmenován poslední náměstek velitele abchazské pobočky KGB, plukovník Gennadij Michajlovič Berulava.
V roce 1997 byla Bezpečnostní služba Republiky Abcházie dle nařízení prezidenta Vladislava Ardzinby z 5. května toho roku formálně přejmenována na současný název Státní bezpečnostní služba Republiky Abcházie.